# William P. McLean

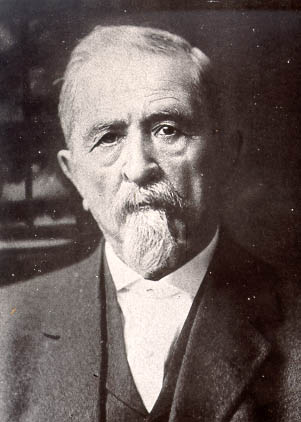
William McLean (um 1920)

William Pinckney McLean (* 9. August 1836 im Copiah County, Mississippi; † 13. März 1925 in Fort Worth, Texas) war ein US-amerikanischer Politiker. Zwischen 1873 und 1875 vertrat er den Bundesstaat Texas im US-Repräsentantenhaus.

## Werdegang
Bereits im Jahr 1839 kam William McLean mit seiner Mutter nach Marshall in der damals selbständigen Republik Texas. Dort besuchte er private Schulen. Nach einem anschließenden Jurastudium an der University of North Carolina in Chapel Hill und seiner 1857 erfolgten Zulassung als Rechtsanwalt begann er in Jefferson in diesem Beruf zu arbeiten. Gleichzeitig schlug er als Mitglied der Demokratischen Partei eine politische Laufbahn ein. Im Jahr 1861 wurde er Abgeordneter im Repräsentantenhaus von Texas. Dieses Mandat legte er aber nieder, um als Soldat im Heer der Konföderation am Bürgerkrieg teilzunehmen. Zwischen 1861 und 1865 stieg er vom einfachen Soldaten bis zum Major auf. Im Jahr 1869 zog McLean erneut in das Staatsparlament ein.
Bei den Kongresswahlen des Jahres 1872 wurde er im zweiten Wahlbezirk von Texas in das US-Repräsentantenhaus in Washington, D.C. gewählt, wo er am 4. März 1873 die Nachfolge von John C. Conner antrat. Da er im Jahr 1874 auf eine erneute Kandidatur verzichtete, konnte er bis zum 3. März 1875 nur eine Legislaturperiode im Kongress absolvieren. Nach dem Ende seiner Zeit im US-Repräsentantenhaus praktizierte McLean als Anwalt in Mount Pleasant. 1875 war er Delegierter auf einer Versammlung zur Überarbeitung der Staatsverfassung von Texas; im Jahr 1884 wurde er Richter im fünften Gerichtsbezirk seines Staates. Zwischen 1891 und 1893 gehörte William McLean dem Eisenbahnausschuss von Texas an. Danach zog er nach Fort Worth, wo er sich wieder als Rechtsanwalt betätigte. Dort starb er am 13. März 1925.